# Gornji Agići
Gornji Agići (szerbül: Горњи Агићи), muszlim falu Bosznia-Hercegovinában, Bosanska krajina területén, Novi Grad községben, a Szerb Köztársaságban. 

## Fekvése
Bosznia-Hercegovina nyugati részén, Banja Lukától légvonalban 61, közúton 94 km-re északnyugatra, községközpontjától légvonalban 13, közúton 26 km-re délkeletre, a Japra jobb partján, 160 – 300 méteres tengerszint feletti magasságban fekszik.

## Népessége
| Nemzetiségi csoport | Népesség 1991 | Népesség 2013 |
| ------------------- | ------------- | ------------- |
| Szerb               | 13            | 19            |
| Bosnyák             | 523           | 234           |
| Horvát              | 0             | 0             |
| Jugoszláv           | 0             | 0             |
| Egyéb               | 4             | 4             |
| Összesen            | 540           | 257           |

## Története
A régészeti leletek tanúsága szerint a település már a római korban is lakott volt. Az itt előkerült templom maradványai a 3. századból származnak. A térség 1537-ben Blagaj várának elestével került török kézre. A település 1878-ig tartozott az Oszmán Birodalomhoz, ekkor a berlini kongresszus határozata alapján az Osztrák-Magyar Monarchia része lett. 1879-ben az első osztrák-magyar népszámlálás során Novi község részeként Agići településnek 152 háztartása, 459 muszlim  éd 426 ortodox szerb lakosa volt. 1910-ben Novi község részeként Gornji Agići faluban 90 házat, 439 muszlim és 5 ortodox szerb lakost találtak..A monarchia szétesésével 1918-ben előbb a Szerb-Horvát-Szlovén Királyság, majd 1929-től a Jugoszláv Királyság része. 1921-ben Agići Turski falunak 101 háza és 542 lakosa volt. Jugoszlávia megszállása után a falu a Független Horvát Állam (NDH) része lett. 1945-től a település a szocialista Jugoszlávia része volt. 
A Bosznia-Hercegovinában zajló polgárháború idején a település a Boszniai Szerb Köztársaság része volt. A boszniai szerb erők 1992 májusában kezdték ágyúzni a Japra völgyében fekvő muszlim falvakat, majd lakóit felszólították, hogy adják át fegyvereiket. A szerbek bevonultak a falvakba, a muszlim lakosságot pedig menekülésre kényszerítették. 1992. május 24-én körülbelül 800-1000 muszlim férfi, nő és gyermek távozott Gornji Agićiból, Donji Agićiból és Crna Rijekából konvojjal, amelyben autók, traktorok és lovas járművek voltak. Kifelé menet mindent elvettek a boszniai muszlimoktól, a magukkal hozott értékeket is. A házaikat kifosztották. A helyi mecsetet lerombolták. A daytoni békeszerződést követő területfelosztásnál a település, Novi Grad község részeként a Szerb Köztársaság területéhez került.

## Nevezetességei
- Crkvina – ókori templom maradványai. A templom romjai között két felirat is előkerült, mely az épület Gordianus császár uralma alatti felújításáról szól. Az épület felújítójaként a felirat egy Philocirius nevű felszabadított rabszolgát nevez meg. A romok a 3. századból származnak.